# Drosophila quinqueannulata
Drosophila quinqueannulata är en tvåvingeart som beskrevs av Frey 1917. Drosophila quinqueannulata ingår i släktet Drosophila och familjen daggflugor.
Artens utbredningsområde är Sri Lanka.